# Лило и Стич (филм, 2025)
„Лило и Стич“ (на английски: Lilo & Stitch) е американска научнофантастична трагикомедия от 2025 г. на режисьора Дийн Флешър-Камп по сценарий на Крис Кеканиокалани Брайт и Майк ван Уес. Продуциран от Уолт Дисни Пикчърс и Райдбак, той е игрално-анимиран римейк на анимационния филм „Лило и Стич“ от 2002 г. Във филма участват Мая Кеалоха (като Лило), Крис Сандърс (като гласа на Стич), Сидни Елизабет Агудонг, Хана Уодингам, Били Мангусен, Зак Галифианакис, Кортни Ванс, Тиа Карере, Джейсън Скот Лий, Ейми Хил и др.
Премиерата на филма се състои в театър „Ел Капитан“ на 17 май 2025 г. и излиза по кината на 23 май 2025 г. в разпространение от „Уолт Дисни Студиос Моушън Пикчърс“.

## Актьорски състав
- Мая Кеалоха – Лило Пелекай[1][2]
- Крис Сандърс – Стич
- Сидни Елизабет Агудонг – Нани Пелекай[3]
- Зак Галифианакис – Джамба Чокиба[4][5]
- Били Мангусен – Агент Плийкли[6]
- Кортни Б. Ванс – Кобра Бабълс[7]
- Хана Уодингам – Великата съветничка
- Кайпот Дудойт – Дейвид Кауена[8]
- Тия Карере – госпожа Кекоа, 55-годишна социална работничка.
- Ейми Хил – Туту, 70-годишна хавайка, която е съседка на семейство Пелекай.
- Джейсън Скот Лий – мениджър на лу'ау